# Igreja Evangélica Congregacional do Brasil
A Igreja Evangélica Congregacional do Brasil (IECB) é uma denominação reformada congregacional no Brasil, fundada em 1942 por missionário argentinos e é hoje a terceira maior denominação congregacional no país.

## História
A IECB foi fundada por missionários congregacionais da Argentina que começaram a trabalhar no Brasil inicialmente no Estado do Rio Grande do Sul a partir de 1938. Muitas igrejas independentes surgiram no Estado dissidentes das igrejas luteranas, fortemente concentradas no Rio Grande do Sul, com a advento do movimento pietista.
O pastor Karl Spittler foi um dos líderes da fundação da denominação, que organizou-se em 11 de Janeiro de 1942, constituída inicialmente por 7 igrejas. A partir de então a igreja cresceu e espalhou-se por vários estados do Brasil. Inicialmente a maioria dos pastores não eram formados, mas a partir de 1948 o Instituto de Teologia da Argentina começou a enviar pastores para as igrejas do Brasil.
Em 1949 a igreja recebeu o pastor Richard Knerr, vindo dos Estados Unidos, ano em que passou a receber apoio das igrejas congregacionais estadunidenses. Em 1961 foi fui fundado o Instituto Bíblico Evangélico Congregacional em Ijuí, para atender os pastores brasileiros e a partir de 1970 os próprios pastores brasileiros assumiram a liderança da denominação.
| Ano  | Comunidades | Membros |
| ---- | ----------- | ------- |
| 1949 | 38          | 8.882   |
| 1959 | 107         | 18.004  |
| 2000 | 221         | 28.001  |
| 2004 | 375         | 42.000  |
| 2010 |             | 50.000  |

A partir de 1970 a IECB transformou seus Instituto Bíblico em Seminário e chegou aos estados de Santa Catarina, Paraná, Mato Grosso e Mato Grosso do Sul e mais recentemente ao Amazonas. Além disso o trabalho missionário da igreja originou também igrejas no Paraguai, que em 2000, já constituam cerca de 19 comunidades.
É atualmente a terceira maior denominação congregacional, depois da União das Igrejas Evangélicas Congregacionais do Brasil e Igreja Cristã Evangélica (Brasil).

## Doutrina
A denominação não ordena mulheres, é uma igreja reformada, evangélica e usa como línguas oficiais o alemão, espanhol e português. A igreja pratica o batismo por aspersão e o pedobatismo. Por isso, ela se diferencia de todas as demais denominações congregacionais do país.
A igreja confessa a doutrina da Trindade, infalibilidade da Bíblia, a volta de Cristo, a indissolubilidade do casamento e os dons carismáticos.

## Relações Intereclesiásticas
A Igreja Evangélica Congregacional do Brasil é a única denominação congregacional brasileira membro do Conselho Latino Americano de Igrejas e Fraternidade Congregacional Internacional.